# Trisetum tenuiforme
Trisetum tenuiforme är en gräsart som beskrevs av Bengt Edvard Jonsell. Trisetum tenuiforme ingår i släktet glanshavren, och familjen gräs. Inga underarter finns listade i Catalogue of Life.